# B83
B83 – amerykańska strategiczna termojądrowa bomba lotnicza.

## Historia
Pod koniec lat 70. XX wieku w USA rozpoczęto projektowanie nowej bomby wodorowej przeznaczonej dla lotnictwa strategicznego. Jej głównym nosicielem miał być samolot B-1. Nowa bomba miała mieć moc ponad 1 MT i miała być przystosowana do zrzucania z wysokości poniżej 50 m.
W celu przyspieszenia prac postanowiono przy projektowaniu nowej bomby wykorzystać niektóre rozwiązania opracowane wcześniej dla nie produkowanej seryjnie bomby B77. Pierwsze bomby B83 zostały dostarczone do badań w połowie 1983 roku. W 1984 roku bombę B83 przyjęto do uzbrojenia. Seryjna bomba B83 mogła być zrzucana z wysokości 45 m, przy prędkości do 1 Macha. Dzięki specjalnej konstrukcji bomba B83 znosi bez uszkodzeń uderzenie w ziemię przy prędkości 30 m/s. Przy zrzucie z małej wysokości wybuch bomby jest opóźniony o 2 minuty dzięki czemu samolot może oddalić się na bezpieczną odległość.
Nowa bomba z czasem zastąpiła starsze bomby B28, B43 i B53 w uzbrojeniu lotnictwa strategicznego. Do 1987 roku wyprodukowano ok. 1000 bomb B83. Złożone zostało zamówienie na kolejnych 1500, ale po 1989 roku zostało ono zredukowane. W połowie lat 90. w służbie było ok. 1400 bomb B83.
Bomba B83 jest przenoszona głównie przez samoloty lotnictwa strategicznego: B-1B, B-2, B-52, F-111. Do jej przenoszenia przystosowano także samoloty lotnictwa taktycznego: F-4, A-4, A-6, A-7, F-16 i F/A-18.

## Konstrukcja
B83 jest strategiczną bronią jądrową, której konstrukcja umożliwia zrzucenie jej z bardzo małej wysokości. Urządzenie ma długość 3,66 metra, średnicę korpusu 0,46 metra oraz wagę 1048 kilogramów. Ładunek bomby o mocy 1 do 2 megaton zawiera prawdopodobnie klasyczny ładunek termojądrowy z ulepszonym inicjacyjnym ładunkiem wybuchowym (Improved High Explosive - IHE) PBX-9502. W celu łagodzenia efektów wstrząsu, bomba B83 ma specjalny opływowy stożek czołowy ze stali nierdzewnej w postaci serii kruszących się pierścieni, zamiast stosowanych we wcześniejszych modelach bomb zbudowanych z aluminium stożków o strukturze plastra miodu. W celu minimalizacji przemieszczenia ładunku bomby przy uderzeniu, został on umieszczony na przodzie urządzenia.